# Autoportrait (Boldini)
Pour les articles homonymes, voir Autoportrait (homonymie).
Cet Autoportrait est une peinture à l'huile sur toile (61 × 47 cm) du peintre italien Giovanni Boldini. Il est conservé au musée Giovanni Boldini à Ferrare.

## Histoire
Le tableau pourrait être l'une des trois versions qui ont précédé la version définitive exposée dans le Corridor de Vasari de la Galerie des Offices. Dans une lettre datée de février 1892, Boldini informe Cristiano Banti, un ami cher depuis les années florentines, que le directeur des galeries florentines Enrico Ridolfi lui avait demandé un autoportrait à exposer dans le prestigieux couloir.

## Analyse
Cette version, restée dans la collection privée de Boldini, se caractérise par des coups de pinceau rapides qui laissent apparaître une partie de l'apprêt. En bas à droite on peut lire le mot « hotel » à l'envers qui suggère le réemploi du tableau,.